# Bøkingherredfrisisk
Bøkingherredfrisisk eller Mooring, er den nordfrisiske dialekt, der tales i Bøkingherred i Nordfrisland. Bøkingherred kaldes også mosen (på frisisk: moor eller måår). Mosen omkranses af byerne Dedsbøl (frisisk: Deesbel), Måsbøl (Moosbel), Risum-Lindholm (Risem-Loonham), Klokris (Klookris) og Nibøl (Naibel). Gennem mosen løber en dialektgrænse, der deler bøkingherredfrisisk i øst- og vestbøkingherredfrisisk.

## Bøjning
Kendeordene
Bøkingherredfrisisk har tre køn (+flertal) ligesom tysk modsat den frisiske dialekt, der tales i Nederland. Det ubestemte kendeord for hankøn er en (ubetonet "'n"; en mansche et menneske), for hunkøn en (ubetonet "'n") og også for intetkøn en (ubetonet "'n").
Der er to forskellige former for bestemte artikler på bøkingherredfrisisk: d-kendeord og e-kendeord. Det bestemte d-kendeord for hankøn er di (e-form: e), for hunkøn jü (e-form: e) og for intetkøn dåt (e-form: et).

I flertal er den bestemte artikel i d-form da og i e-form e.
Talordene
Grundtallene på bøkingherredfrisisk:

1 iinj

2 tou

3 trii

4 fjouer

5 fiiw

6 seeks

7 soowen

8 oocht

9 nüügen

10 tiin

11 alwen

12 tweelew

13 tratäin

14 fjouertäin

15 füftäin

16 seekstäin

17 soowentäin

18 oochtäin

19 nüügentäin

20 twunti

30 dörti

40 fäärti

50 füfti

60 süsti

70 sööwenti

80 tachenti

90 näägenti

100 hunert

1000 duusend

## Sprogprøver
Gölj – rüüdj – ween (Nis Albrecht Johannsen)
Göljn as e hamel di samereen, 

Göljn as dåt eekerfälj, 

Än göljn as dåt häär foon min Anemaleen; 

Wat san we duch rik heer foon gölj. 

Rüüdj as e san än lååket sü swätj, 

Rüüdj san da kliiwre uk, 

Än rüüdj san da siike foon min latj brädj; 

Dåt as wälj for liiwde än luk. 

Ween as dåt wååder bai dik än doom, 

Ween as e luft ouer üs, 

Än ween san da uugne foon min latj foom; 

E trou as önj Fraschlönj tu hüs. 

Joo, üüsen foone di as sü smuk, 

Sü smuk as min Anemaleen; 

Än wansch ik en mansche trou, liiwde än luk, 

Sü flåg ik ma gölj, rüüdj än ween. 

Guld – rød – blå (Nis Albrecht Johannsen)
Gylden er sommeraftenens himmel, 

Gylden er ageren, 

Og gylden er min Anne Marlenes hår; 

Hvor er vi dog rige på guld her. 

Rød er solen og griner så sødt, 

Rød er også "kløverblomsten" 

Og røde er min lille bruds kinder

Den er vel for kærlighed og lykke. 

Blåt er vandet ved dæmning og dige, 

Blå er luften over os, 

Og blå er øjnene på min lille pige; 

Troskaben er hjemme i Frisland. 

Jo, vores fane, den er så smuk,

Så smuk som min Anne Marlene; 

Og ønsker jeg et menneske troskab, kærlighed og lykke, 

Så flager jeg gyldent, rødt og blåt 

(egentlig: med gylden/guld, rød og blå).